# Birdsalella
Birdsalella is een geslacht van uitgestorven kreeftachtigen uit de klasse van de Ostracoda (mosselkreeftjes).

## Soorten
- Birdsallella arctica Polenova, 1974 †
- Birdsallella baschkiriana Rozhdestvenskaya, 1962 †
- Birdsallella bella Sun (Quan-Ying), 1988 †
- Birdsallella catena Stover, 1956 †
- Birdsallella declivis Becker & Sanchez De Posada, 1977 †
- Birdsallella delawarensis Stewart, 1950 †
- Birdsallella devonica Coryell & Malkin, 1936 †
- Birdsallella eifeliensis Adamczak, 1968 †
- Birdsallella estonica Polenova, 1966 †
- Birdsallella gandli Becker, 1989 †
- Birdsallella latusa Egorova, 1960 †
- Birdsallella nitida Chen (De-Qiong), 1987 †
- Birdsallella ostaninskaensis Savina, 1990 †
- Birdsallella quiringi Becker, 1965 †
- Birdsallella simplex Coryell & Booth, 1933 †
- Birdsallella tumida Stewart, 1936 †
- Birdsallella varians Pranskevichius, 1972 †